# Renarde
Die Renarde ist ein Bach in Frankreich, der im Département Essonne in der Region Île-de-France verläuft. Sie entspringt im Gemeindegebiet von Villeconin, entwässert generell Richtung Nordost und mündet nach rund neun Kilometern im Gemeindegebiet von Breuillet als rechter Nebenfluss in die Orge.

## Orte am Fluss
(Reihenfolge in Fließrichtung)
- Villeconin
- Souzy-la-Briche
- Saint-Sulpice-de-Favières
- Breux, Gemeinde Breux-Jouy

## Sehenswürdigkeiten
- Château de Villeconin, an der Quelle der Renarde, ursprünglich Burg aus dem 14. Jahrhundert, in der Renaissance zu einem Lustschloss umgebaut – Monument historique[4]
- Château de Segrez, Schloss am Flussufer bei Saint-Sulpice-de-Favière – Monument historique[5]